# Grand-Am Sports Car Series
Die Grand-Am Sports Car Series (zuletzt: Rolex Sports Car Series) war eine US-amerikanische Rennserie für Sportwagen-Prototypen und Gran Turismos. Sie wurde von 2000 bis 2013 von der Grand American Road Racing Association veranstaltet. Die Serie ging 2014 in der United SportsCar Championship auf.

## Geschichte

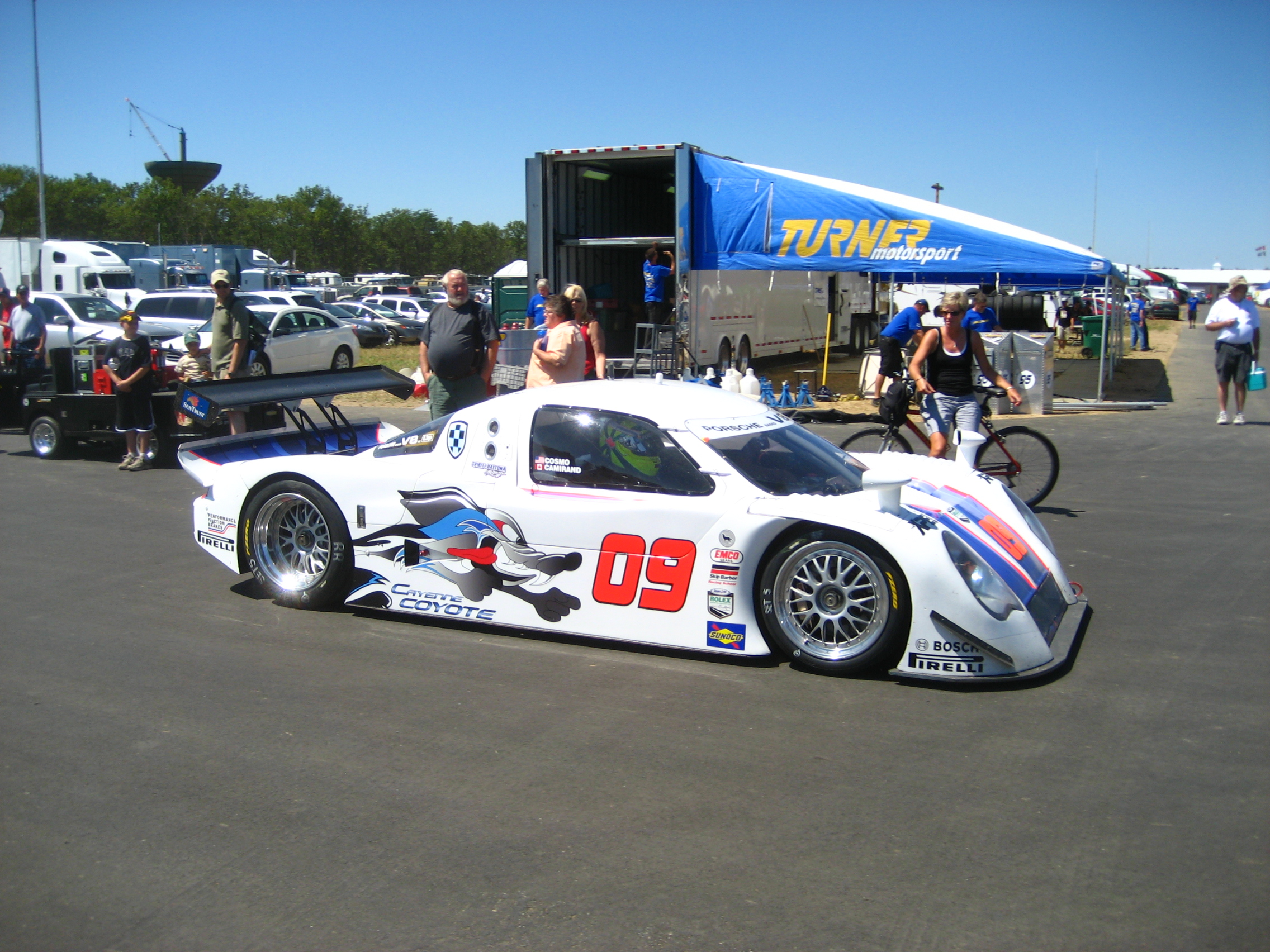
Daytona-Prototyp

Nachdem 1999 die bestehende United States Road Racing Championship gescheitert war, wurde mit der Grand American Road Racing Championship ein Nachfolger gegründet. Kernelement dieser Serie waren die 24 Stunden von Daytona. Zugelassen waren Sportprototypen wie auch in der europäischen FIA-Sportwagen-Meisterschaft (SRI/SRPI und SRII/SRPII). Hinzu kamen weitere Klassen für Gran Turismos (GTS/GTO und GT/GTU) sowie die Klasse AGT für Rohrrahmen-Chassis wie in der Trans-Am-Serie. Nach dem Rückgang der Starterzahlen bei den Sportprototypen wurde 2003 ein radikalerer Schnitt gemacht. Eine völlig eigene Kategorie, die Daytona Prototypen, wurde geschaffen. Diese stellte fortan die schnellsten Fahrzeuge der Rennserie. 
Ab 2005 gab es außerdem nur noch eine einzige Klasse für GT-Autos welche sich technisch in Richtung des GT3-Reglements bewegt. Zur Saison 2013 wurde außerdem die GX-Klasse erschaffen, in welcher GT-Fahrzeuge mit alternativen Antrieben eingesetzt werden konnten.
Am 5. September 2012 wurde bekannt gegeben, dass die Serie mit der American Le Mans Series vereint wird. Die neue Serie wurde am 14. März 2013 unter dem Namen United SportsCar Racing vorgestellt und debütierte zur Saison 2014.

## Meister
| Jahr | SR                          | SRII                       | GTO                          | GTU                       | AGT          |
| ---- | --------------------------- | -------------------------- | ---------------------------- | ------------------------- | ------------ |
| 2000 | James Weaver                | Larry Oberto               | Terry Borcheller             | Mike Fitzgerald           | Doug Mills   |
|      | SRP                         | SRPII                      | GTS                          | GT                        | AGT          |
| 2001 | James Weaver                | Andy Lally                 | Chris Bingham                | Darren Law                | Craig Conway |
| 2002 | Didier Theys                | Terry Borcheller           | Chris Bingham                | Bill Auberlen Cort Wagner | Kerry Hitt   |
|      | DP                          | SRPII                      | GTS                          | GT                        |              |
| 2003 | Terry Borcheller            | Steve Marshall             | Tommy Riggins Dave Machavern | Cort Wagner Brent Martini |              |
|      | DP                          | GT                         | SGS                          |                           |              |
| 2004 | Max Papis Scott Pruett      | Andy Lally Marc Bunting    | Bill Auberlen Boris Said     |                           |              |
|      | DP                          | GT                         |                              |                           |              |
| 2005 | Max Angelelli Wayne Taylor  | Craig Stanton              |                              |                           |              |
| 2006 | Jörg Bergmeister            | Andy Lally Marc Bunting    |                              |                           |              |
| 2007 | Alex Gurney Jon Fogarty     | Dirk Werner                |                              |                           |              |
| 2008 | Memo Rojas Scott Pruett     | Paul Edwards Kelly Collins |                              |                           |              |
| 2009 | Alex Gurney Jon Fogarty     | Leh Keen Dirk Werner       |                              |                           |              |
| 2010 | Scott Pruett Memo Rojas     | Emil Assentato Jeff Segal  |                              |                           |              |
| 2011 | Scott Pruett Memo Rojas     | Leh Keen Andrew Davis      |                              |                           |              |
| 2012 | Scott Pruett Memo Rojas     | Emil Assentato Jeff Segal  |                              |                           |              |
|      | DP                          | GT                         | GX                           |                           |              |
| 2013 | Max Angelelli Jordan Taylor | Alessandro Balzan          | Jim Norman                   |                           |              |